# Джоан Слончевськи
Джоан Лін Слончевськи (англ. Joan Lyn Slonczewski; нар. 1956, Гайд-Парк) — американська мікробіологиня з коледжу Кеньйон та письменниця, авторка наукової фантастики. Двічі отримувала Меморіальну премію Джона В. Кемпбелла за найкращий науково-фантастичні романи «Двері до океану» (1987) і «Найвищий кордон» (2011). Разом з Джоном В. Фостером та Еріком Зінсером є співавторами підручника «Мікробіологія: Наука, що розвивається», яка видавалась п'ять разів. Вони досліджують ідеї біології, політики, штучного інтелекту у своєму блозі Ultraphyte.

## Біографія
Слончевськи народилася в 1956 році в Гайд-парку, штат Нью-Йорк.
Здобула ступінь бакалавра біології з відзнакою в коледжі Брін Мор у 1977 році. У 1982 році вона здобула ступінь доктора філософії з молекулярної біофізики та біохімії в Єльському університеті, а також захистила докторську дисертацію в Університеті Пенсильванії, вивчаючи потік кальцію в хемотаксисі лейкоцитів. З 1984 року вона викладала в Кеньйонському коледжі, а також брала творчі відпустки в Принстонському університеті та Університеті Меріленду в Балтіморі.
Слончевськи викладає як біологію, так і наукову фантастику. З 1996 по 2008 рік вони отримали фінансування Медичного інституту Говарда Г'юза на навчання біологічних наук для студентів, яке вони використовують для вдосконалення викладання природничих наук та сприяння літнім науковим стипендіям для меншин та студентів першого покоління.
У лютому 2011 року вони були доповідачем з питань науки імені Гала Клемента на конгресі Босконе 48.
Слончевськи також є членкинею квакерів, і квакерство присутнє в багатьох їхніх романах.

## Мітохондріальна сингулярність
Слончевськи винайшла концепцію мітохондріальної сингулярності, ідею про те, що технологічна сингулярність відбувається поступово; що люди поступово стають «мітохондріями наших власних машин» Ці концепції вони досліджують у своїх романах «Мозкова чума» (2000) та «Найвищий кордон» (2011).

## Нагороди
- Нагорода Роберта Томсича за видатні досягнення в наукових дослідженнях, Кеньйонський коледж, 2001
- Срібна медаль, Національна програма «Професор року», Рада з розвитку та підтримки освіти, Вашингтон, округ Колумбія, 1989
- Меморіальна премія Джона В. Кемпбелла за найкращий науково-фантастичний роман «Двері до океану», 1987
- Меморіальна премія Джона В. Кемпбелла за найкращий науково-фантастичний роман «Найвища межа», 2012